# Gerard Schwarz
Gerard Schwarz (Weehawken, 19 agosto 1947) è un direttore d'orchestra e trombettista statunitense.
È stato direttore musicale dell'Orchestra Sinfonica di Seattle dal 1985 al 2011.

## Biografia
Ha prestato servizio come direttore musicale del Festival Mostly Mozart del Lincoln Center tra il 1982 e il 2001. Dal 2001 al 2006 Schwarz è stato direttore musicale della Royal Liverpool Philharmonic Orchestra (RLPO). Ha lavorato anche come direttore musicale della Los Angeles Chamber Orchestra, la New York Chamber Symphony e come Esperto Musicale della Tokyo Orchard Hall in collaborazione con la Filarmonica di Tokyo.
Nel 2007 Schwarz è stato nominato direttore musicale del Festival di musica orientale in Carolina del Nord, dopo aver prestato servizio come direttore principale dal 2005. Lì ampliò il pubblico del festival rendendolo il più numeroso della sua storia, aumentò l'educazione e la programmazione (fino a includere un compositore in residenza e tre nuove serie di concerti) ed aumentò la collaborazione con un Appalachian Summer Festival, dove egli è partner artistico per la programmazione della musica sinfonica.

## Primi anni
Schwarz è nato a Weehawken, New Jersey, da genitori austriaci. Si è laureato alla High School di New York City of Performing Arts e Juilliard School di Musica e ha iniziato la sua carriera musicale come trombettista, esibendosi fino al 1973 come principale della New York Philharmonic sotto Pierre Boulez, ma nel 1966 iniziò anche a dirigere. Nel 1971 vinse lo Young Concert Artists International Auditions. È stato direttore musicale di diverse altre organizzazioni, in particolare del Mostly Mozart Festival di New York, che ha guidato dal 1982 al 2001. È stato anche Direttore Musicale della Los Angeles Chamber Orchestra dal 1978 al 1986.

## Carriera
Schwarz è famoso come paladino dei compositori americani, passati e presenti. Le oltre 100 incisioni che ha fatto con la Seattle Symphony comprendono molte opere americane. In particolare si è guadagnato ampio consenso per le sue registrazioni di sinfonie e altre opere per orchestra di Walter Piston, Howard Hanson, William Schuman, Alan Hovhaness, e David Diamond. Tra le altre orchestre che Schwarz ha diretto in altre sue registrazioni ci sono l'Orchestra Filarmonica Ceca, l'Orchestra di Filadelfia, la Tokyo Philharmonic Orchestra, la Berlin Radio Symphony Orchestra e l'Orchestre national de France. Nel 2003 ha inciso due concerti di Philip Glass: il Concerto per violoncello (con Julian Lloyd Webber) e il Concerto per due Timbali (con Evelyn Glennie e Jonathan Haas con la RLPO). Nel 1989, ha ricevuto il Premio del Ditson Conductor per il suo impegno per l'esecuzione della musica americana. Ha anche registrato tutte le sinfonie di Mahler ed i poemi sinfonici di Richard Strauss con la RLPO.
Schwarz è anche noto per il suo successo nel costruire la forza dell'orchestra; quando iniziò a dirigere la Seattle Symphony nel 1983 aveva 5.000 abbonati; a partire dal 2008 ne aveva 35.000. Ha anche guidato lo sforzo di costruire la nuova sede della Seattle Symphony, Benaroya Hall. Tuttavia, il suo stile di leadership e di gestione della Seattle Symphony sono stati anche molto controversi tra alcuni musicisti dell'orchestra.
Come solista di tromba, Schwarz ha registrato i concerti di Franz Joseph Haydn e Johann Nepomuk Hummel per Delos.
Nel 2011 il blocco intorno Benaroya Hall è stato nominato "Gerard Schwarz Place." Un dipinto che ritrae Schwarz dell'artista Michele Rushworth è stato presentato e installato nella Benaroya Hall nel 2011.

## Premi
I suoi numerosi premi comprendono Direttore dell'Anno di Musical America nel 1994 (il primo americano a vincere quel premio), 14 nomination ai Grammy e 5 nomination agli Emmy (4 dei quali hanno vinto l'Emmy) per la sua esecuzione del Requiem di Mozart al Live from Lincoln Center e le esecuzioni con la Seattle Symphony su PBS. Ha ricevuto il Seattle's City of Music Outstanding Achievement Award per il 2010. Nel 1989 ha vinto il Ditson Conductor's Award.